# John Klingspor

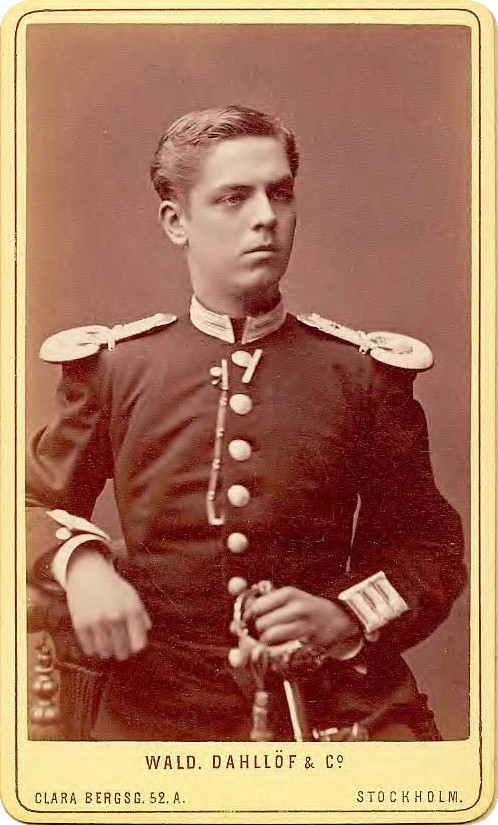
Klingspor som ung löjtnant.

John Mauritz Klingspor, född 30 september 1858 i Hedvig Eleonora församling, Stockholms stad, död 29 augusti 1929 i Danderyds församling, Stockholms län, var en svensk militär.

## Biografi
Klingspor avlade mogenhetsexamen i Stockholm 1877. Han avlade officersexamen vid Krigsskolan 1878 och utnämndes samma år till underlöjtnant vid Svea livgarde, varefter han befordrades till löjtnant 1883 och kapten 1897. Han var extra lärare vid Gymnastiska Centralinstitutet 1884–1886 och regementsadjutant 1894–1897. Han inträdde i reserven 1908 och utnämndes till major 1915.
John Klingspor var en framstående träsnidare och ledde träarbetena i regementets slöjdskola vid uppförandet av Gustaf Adolfskyrkan. Han belönades med Silvermedalj för Hantverkare 1897. Klingspor gifte sig 1886 med Matilda Weber. Paret fick de fyra barn: Curt Carl (född 1888), Carl Gustaf (född 1889), Maud Johanna (född 1891) och Rut Aurora (född 1893) varav Carl Gustaf avled redan i späd ålder. Klingspor var riddare av Nordstjärneorden.
Arkitekten Thor Thorén ritade två av de bostadshus Klingspor lät uppföra; Tofslärkan 9 (1910) i Lärkstaden och Villa Stocksberg (1915) i området Sikreno, Stocksund (nuvarande Danderyds kommun). Sikreno var ett arv efter hans svärmor, Carl Fredrik Webers änka. Villan i Sikreno såldes 1940 till ingenjören Carl Munters, varför byggnaden även kallas Munterska villan.
Makarna Klingspor är begravda på Solna kyrkogård.